# Rue Saint-Urbain (Montréal)
Pour les articles homonymes, voir Rue Saint-Urbain.
La rue Saint-Urbain est une rue de Montréal.

## Situation et accès

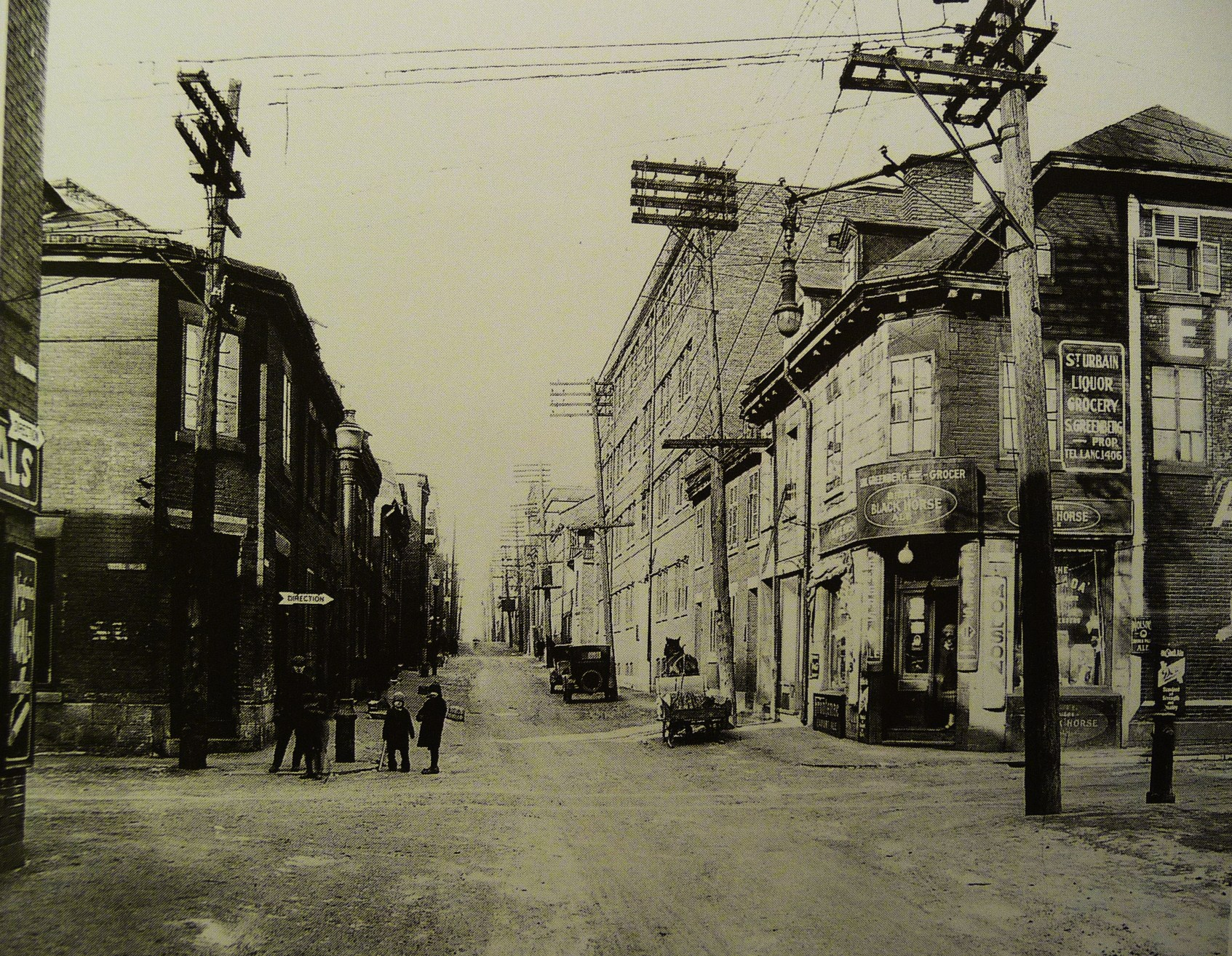
Perspective vers le nord depuis la rue Vitré (actuellement l'avenue Viger), vers 1928

D'orientation nord/sud, la deuxième à l'ouest du boulevard Saint-Laurent, la rue Saint-Urbain traverse presque l'entièreté de l'île de Montréal mais en plusieurs tronçons discontinus. Elle commence à la rue Saint-Antoine au sud sans interruption jusqu'à l'avenue Van Horne. Une autre section va de la rue Beaubien jusqu'à la voie ferrée du Canadien Pacifique. Deux autres tronçons l'amène, dans le même axe, au boulevard Gouin.
La rue Saint-Urbain a été le lieu de destination de plusieurs immigrants — dont les immigrations juive et portugaise — qui y vivent encore en grand nombre.

## Origine du nom

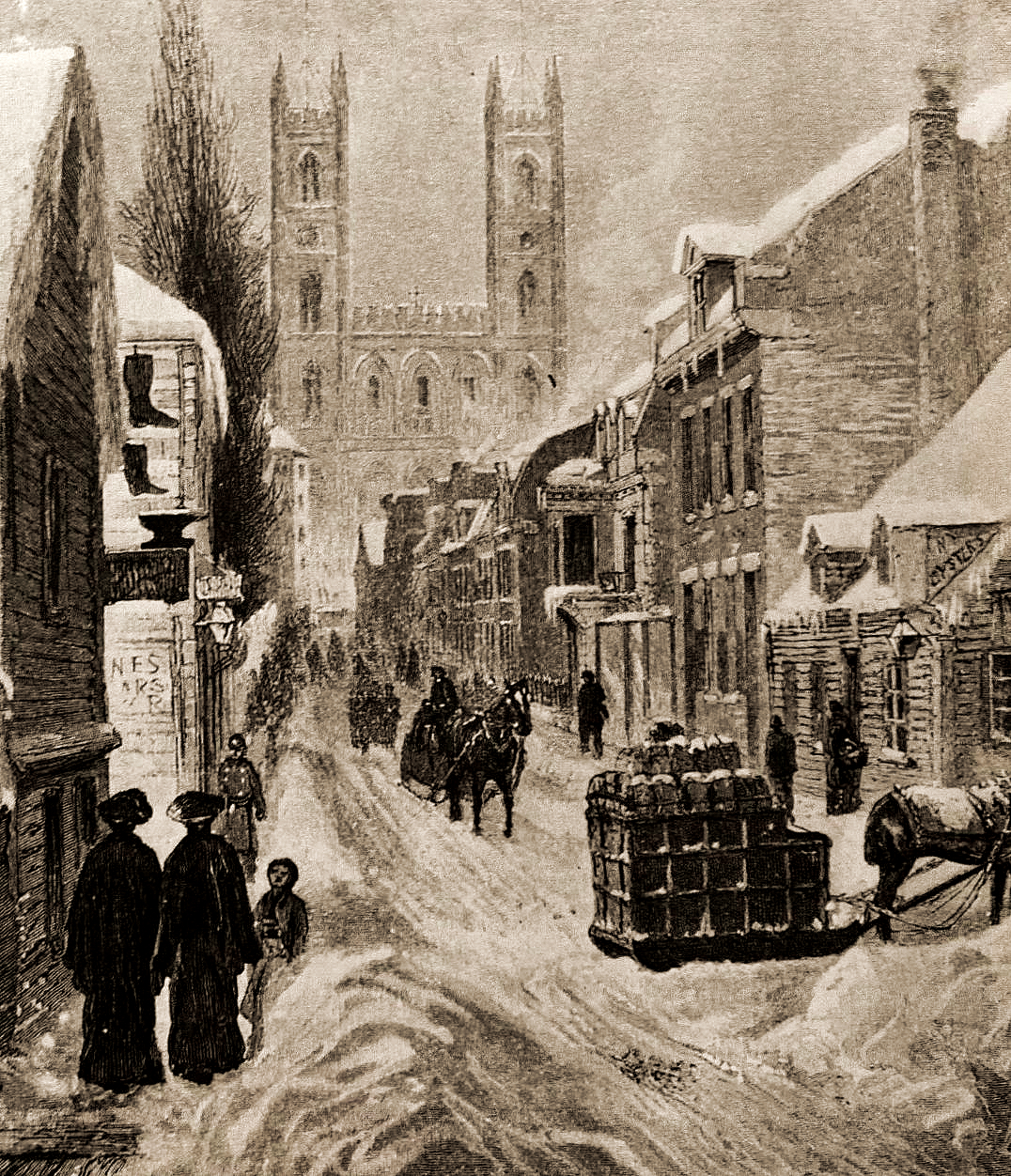
Perspective vers le sud depuis la rue De La Gauchetière, 1882

L'hagiotoponyme renvoie à Urbain Ier, pape martyr du IIIe siècle.

## Historique
La « rue Saint-Urbain » fut originellement construite par Urbain Tessier, dit Lavigne (ca. 1624-1689), colon natif d'Anjou (France), scieur de métier, à qui on avait concédé une terre au nord de Ville-Marie. C'est pour se rendre à sa terre qu'il fera construire un chemin et un pont au-dessus de la petite rivière Saint-Martin (aujourd'hui la rue Saint-Antoine).
Ce chemin devient officiellement une rue en 1817. Au XIXe siècle, de vastes villas entourées de jardins ont leurs entrées sur cette rue, au nord de la rue Sherbrooke, de même que de nombreuses institutions hospitalières ou d'enseignements.

## Bâtiments remarquables et lieux de mémoire
- École secondaire Baron Byng
- Beautys

## Culture populaire
Mordecai Richler a titré un de ses livres Rue Saint-Urbain.

## Source
- Ville de Montréal, Les rues de Montréal. Répertoire historique, Édition Méridien, 1995